# Хосе Мануель Рохас
Хосе Мануель Рохас (ісп. José Manuel Rojas, нар. 23 червня 1983, Талаганте) — чилійський футболіст, захисник клубу «Універсідад де Чилі» та національної збірної Чилі.

## Клубна кар'єра
У дорослому футболі дебютував 2003 року виступами за команду клубу «Універсідад де Чилі», в якій провів два сезони, взявши участь у 73 матчах чемпіонату. Більшість часу, проведеного у складі «Універсідад де Чилі», був основним гравцем захисту команди.
Своєю грою за цю команду привернув увагу представників тренерського штабу аргентинського «Індепендьєнте» (Авельянеда), до складу якого приєднався на умовах оренди 2005 року. В Аргентині провів лише декілька матчів.
До «Універсідад де Чилі» повернувся 2006 року. Відтоді встиг відіграти за команду із Сантьяго 191 матч в національному чемпіонаті.

## Виступи за збірні
Залучався до складу молодіжної збірної Чилі.
2007 року дебютував в офіційних матчах у складі національної збірної Чилі. Наразі провів у формі головної команди країни 17 матчів, забивши 1 гол.

## Титули і досягнення
- Чемпіон Чилі: 2004А, 2009А, 2011А, 2011К, 2012А, 2014/15К
- Володар кубка Чилі: 2012, 2015
- Володар суперкубка Чилі: 2015
- Володар Південноамериканського кубка: 2011

Збірні
- Переможець Кубка Америки: 2015